# Lalaria populina
Lalaria populina är en svampart som beskrevs av R.T. Moore 1990. Lalaria populina ingår i släktet Lalaria och familjen häxkvastsvampar.   Inga underarter finns listade i Catalogue of Life.